# Herman de Jongh (dammer)
Herman de Jongh (1898 - 1985) was een Nederlands dammer die in 1924 Nederlands kampioen dammen werd. De Jongh was nationaal en internationaal grootmeester. Vanaf eind jaren 20 tot het einde van de Tweede Wereldoorlog woonde De Jongh in Frankrijk. In 1938 werd De Jongh kampioen van Frankrijk.

## Nederlands kampioenschap
De Jongh deed zeven keer mee aan het Nederlands kampioenschap. Hij behaalde eenmaal, in 1924, de eerste plaats. De volledige resultaten van De Jongh tijdens het Nederlands kampioenschap:
- NK 1920 - achtste plaats met 7 punten uit 9 wedstrijden.
- NK 1922 - derde plaats met 7 punten uit 6 wedstrijden.
- NK 1923 - gedeelde tweede plaats met 9 punten uit 8 wedstrijden.
- NK 1924 - eerste plaats met 16 punten uit 11 wedstrijden.
- NK 1925 - gedeelde vijfde plaats met 9 punten uit 12 wedstrijden.
- NK 1950 - vijfde plaats met 12 punten uit 11 wedstrijden.
- NK 1951 - vijfde plaats met 11 punten uit 10 wedstrijden.

## Wereldkampioenschap
De Jongh deed tweemaal mee aan het toernooi om de wereldtitel, in 1925 en 1928.
- WK 1925 - samen met Johan Vos eindigde De Jongh op een gedeelde vierde plaats met 20 punten uit 18 wedstrijden.
- WK 1928 - samen met Alfred Molimard eindigde De Jongh op een gedeelde tweede plaats met 26 punten uit 22 wedstrijden.

## Boeken
- B. Springer en H. de Jongh, Dammen damstudies en analyses deel 1
- B. Springer en H. de Jongh, Dammen damstudies en analyses deel 2
- B. Springer en H. de Jongh, Dammen damstudies en analyses deel 3